# Philip Zhao
Philip Zhao (Rockville, Maryland, 20 de septiembre de 2004) es un actor estadounidense de ascendencia china, principalmente conocido por su papel de Shō en la película Ready Player One. Su nombre de nacimiento es Zhao Jia-zheng (en chino, 赵家正; pinyin, Zhào Jiā Zhèng).

## Biografía
Zhao nació el 20 de septiembre de 2004 en la ciudad de Rockville, Maryland. Sus padres, Zhao Liang y Wu Kun-yi, ambos ciudadanos chinos, se conocieron en Estados Unidos mientras eran estudiantes de intercambio y actualmente trabajan para la Agencia de Medicamentos y Alimentación. Zhao también tiene una hermana mayor. Debutó como actor en 2018, interpretando el papel de Shō en la película Ready Player One.

## Filmografía

### Películas
| Año  | Título           | Papel | Notas     |
| ---- | ---------------- | ----- | --------- |
| 2018 | Ready Player One | Shō   | Rol debut |